# Cherokee (volk)

Vlag van de Cherokee Nation

De Cherokee of ah-ni-yv-wi-ya zijn een bevolkingsgroep van inheemse Amerikanen met zo'n 260.000 leden in de Verenigde Staten; Tegenwoordig wonen de meesten van hen in de staten Oklahoma en North Carolina. Zij waren een van de volkeren die de vijf geciviliseerde stammen werden genoemd.

## Bands en benaming
Naties en Tribes/Bands die erkend zijn door de federale overheid van de Verenigde Staten, en 250.000 door de overheid erkende Cherokee vertegenwoordigen, hebben hoofdkwartieren in Tahlequah, Oklahoma (de Cherokee Nation en United Keetoowah Band of Cherokee Indians). Door de staat erkende tribes of bands hebben hoofdkwartieren in Georgia, Missouri en Alabama. Andere kleine en niet-erkende bands hebben hoofdkwartieren in Arkansas, Missouri, Tennessee en andere plekken in de Verenigde Staten.
In een documentaire uit 1984, "Spirit of the fire", werd de geschiedenis van de Keetoowah Nighthawk Society verkend, en het behoud van traditionele ceremoniën en rituelen die nog steeds gehouden worden door de Cherokee sinds hun aankomst in Oklahoma. Deze groep blies vanaf begin 20e eeuw de traditionele spiritualiteit onder de Cherokee nieuw leven in. Heden ten dage zijn er zeven traditionele dansplekken in Oklahoma, en deze zijn ofwel van de Keetoowah-traditie dan wel van de Four Mothers Society.
Van de spelling van het woord "Cherokee" werd ooit gedacht dat het de naam van hun taal was, "Tsalagi". Dit werd waarschijnlijk fonetisch opgeschreven in Portugees (of in het Barranquenhodialect, gezien de herkomst van deSoto) als Chalaque, vervolgens in het Frans als Cheraqui, en uiteindelijk in het Engels als Cherokee.
De Cherokeetaal kent geen "r" klank, en daarom wordt het woord Cherokee in hun eigen taal uitgesproken als Tsa-la-gi, aangezien deze klanken het meest lijken op Cherokee. Een zuidelijke groep Cherokee sprak, na het contact met Europeanen in Georgia en Alabama gedurende de 18de eeuw een taal waarin wel een rollende 'r' voorkomt. Het oude Ah-ni-ku-ta-nidialect en dialecten in Oklahoma kennen geen 'r' klank.
Het woord Cherokee komt oorspronkelijk uit het Choctaw. Het werd afgeleid van het woord Cha-la-kee, wat "zij die in de bergen leven" of "zij die in de grotten leven" betekent.

## Taal en schrift

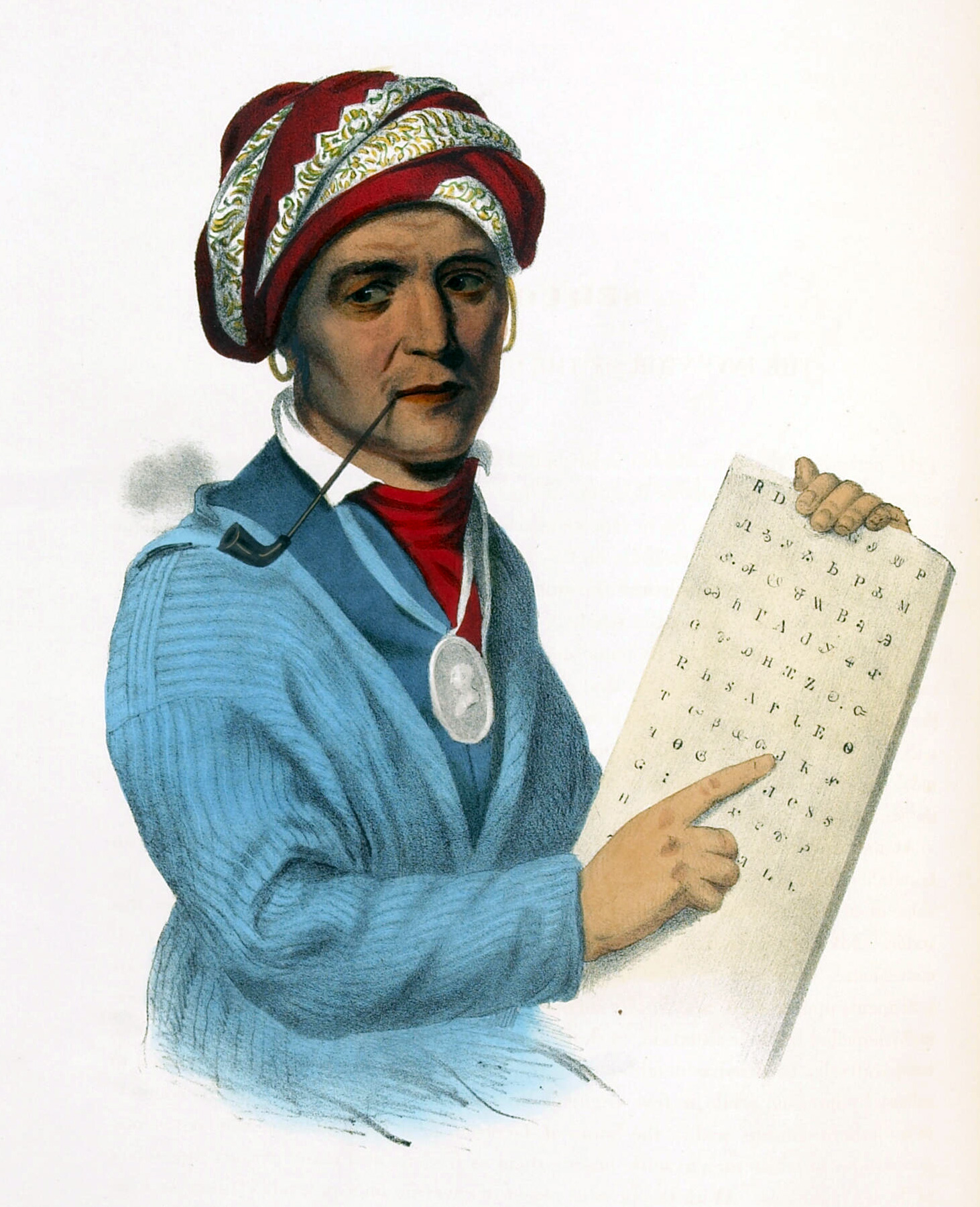
Sequoyah

De Cherokee spreken een Irokezen-taal die polysynthetisch is en syllabisch wordt geschreven, met een schriftsysteem dat bedacht is door Sequoyah, namelijk het Cherokee syllabisch schrift. Jarenlang schreven veel mensen getranslitereerd Cherokee op het internet, of gebruikten ze slecht passende lettertypen om hun taal op te schrijven. Sinds de recente toevoeging van Cherokeeschrift aan Unicode ondervindt de Cherokeetaal op het internet echter een grote opbloei. Onder de Cherokee zelf gaat het verhaal rond dat er een schrift is dat nog dateert van voor de tijd van Sequoyah, en dat zijn werk geïnspireerd heeft. Dit schrift zou zijn overgeleverd door de Ah-ni-ku-ta-ni, een oeroude priesterorde van de Cherokee. Er is echter geen enkel archeologisch bewijs voor de bewering dat de Cherokee al voor de tijd van Sequoyah een eigen schrift zouden hebben gehad.

## Geschiedenis
Voor de Europese kolonisatie van Noord-Amerika, die in de 16e eeuw op gang kwam, woonden de inheemse Amerikanen verspreid over het hele continent. De grootste groepen leefden in het noorden en zuidoosten van de huidige Verenigde Staten, in het gebied wat nu loopt van North Dakota tot South Carolina.
De Cherokee waren een van de eerste inheemse groepen die met de Britten en Fransen in aanraking kwamen. De Cherokee woonden oorspronkelijk verspreid over een gebied dat de huidige staten Georgia, Tennessee, North Carolina en Alabama beslaat. De eerste Europese kolonisten vestigden zich bij de kust, zoals in Jamestown en de kolonie Massachusetts. De Cherokee in Georgia en Noord-Carolina werden in feite steeds verder opgeschoven naar het westen, en met de Amerikaanse expansiedrang uiteindelijk tot vrijwel volledig buiten hun oorspronkelijk woongebied verdreven. Ten tijde van de Amerikaanse Revolutie in 1776 had een groot aantal leden van het volk vrijwillig hun recht op hun voormalige land opgezegd en vertrok over de rivier de Mississippi naar gebieden in hedendaags Arkansas en Missouri. Dit gebied werd rond 1790 door de Amerikaanse federale overheid aan deze mensen toegekend als reservaat. In 1820 begonnen blanken in Arkansas in Washington D.C. te lobbyen om het land van de Cherokee in handen te krijgen, en een delegatie van de Cherokee werd in 1828 gedwongen een verdrag met de Amerikaanse overheid te tekenen om hun land af te staan aan de Verenigde Staten. Ongeveer de helft van het volk weigerde te vertrekken, de anderen werden onder dwang gedeporteerd naar een gebied nog verder naar het westen, het aan hun toegewezen Indianenterritorium in Oklahoma. Dit traumatische gebeuren, dat duizenden levens kostte, zou de geschiedenis ingaan als de Trail of Tears.
De Cherokee die nog steeds in Georgia woonden, lagen voortdurend met de overheid van de staat in de clinch over hun soevereiniteit. Deze native Americans beschouwden zich niet als Amerikanen, en in 1827 riepen zij hun onafhankelijkheid uit met een gecodeerde grondwet. De staat Georgia zag niets in een onafhankelijke enclave binnen zijn grenzen, en in 1830 werd een wet aangenomen die de Cherokee onder de wetgeving van Georgia plaatste. De zaak ging naar de rechtbank en zelfs naar het Hooggerechtshof, waar men besliste dat de Cherokee niet onafhankelijk waren en de zaak verwierp. Twee jaar later besliste een rechter echter dat alleen de federale overheid het recht had zich met de native Americans te bemoeien. De toenmalige president Andrew Jackson, die aan de kant van Georgia stond, begon in 1830, na het aannemen van de Indian Removal Act, land van de Cherokee te ruilen voor gebied ten westen van de Mississippi; het kwam er in feite op neer dat de Cherokee zo onder druk werden gezet dat maar een klein deel van hen besloot te blijven.

## Trail of Tears

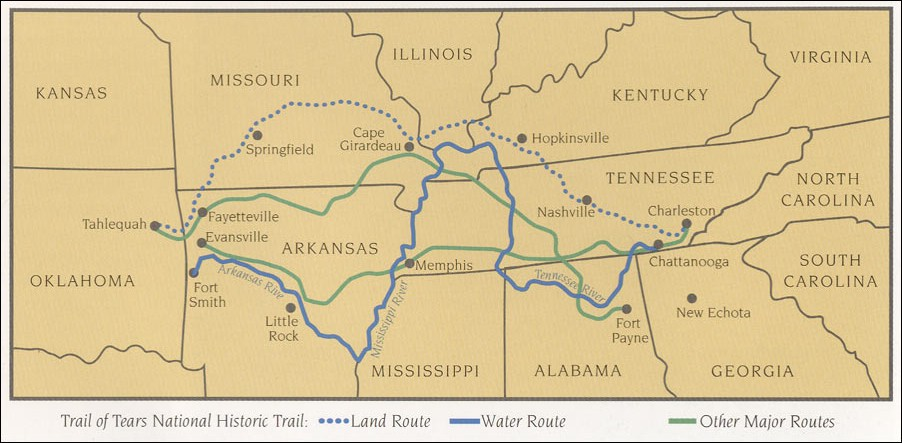
Kaart van de routes van de Trail of Tears

In 1835 tekenden een aantal Cherokee – die niet gekozen waren door de duizenden van hun volk als hun vertegenwoordigers – het Verdrag van New Echota, waardoor al het land ten oosten van de Mississippi niet langer opgeëist kon worden door de Cherokee. Een petitie uit 1838, die zowel door de Native Americans als de Amerikanen was ondertekend, vroeg om het congres het verdrag ongeldig te laten verklaren. De petitie werd afgewezen en in mei 1838 zond president Martin Van Buren een generaal met 7000 soldaten naar Georgia om de Cherokee met geweld naar hun nieuwe land in Oklahoma te verplaatsen. Een week later arriveerden ook troepen in Alabama, Tennessee en North Carolina. In totaal werden door de Amerikanen ongeveer 17.000 Cherokee samen met 2000 van hun zwarte slaven uit hun huizen gehaald en naar kampen gebracht. Nadat ze allemaal bij elkaar waren gebracht, moesten ze naar het indianenterritorium, ongeveer 1800 kilometer verder, zien te komen. Een aantal reisde per paard of wagen, maar de meesten werden gedwongen te lopen. In de tussentijds opgezette kampen braken al gauw dysenterie en andere besmettelijke ziekten uit. Intussen had de overheid beslist dat de 11.000 Cherokee die zich nog steeds in hun huizen bevonden, door de leiders van hun eigen volk mochten worden verplaatst. Hoewel de omstandigheden voor hen een stuk beter waren, vonden er nog velen de dood door ziekten. Het aantal slachtoffers van deze tocht, die bekendstaat als de Trail of Tears, is nooit precies vastgesteld; de overheid telde er indertijd 424, maar de meeste wetenschappers komen uit tussen de 4000 en 8000. Vandaag de dag wonen er nog steeds Cherokee in Georgia en North Carolina; hun voorouders hadden hun land gekocht in plaats van het te gebruiken als onderdeel van het land van de gemeenschap, en vielen dus niet onder de bepalingen van het verdrag van New Echota. De Cherokee zijn vandaag de dag, na de Dineh (Navajo's), het grootste inheemse volk in de Verenigde Staten, met zo’n 200.000 federaal erkende leden en nog een aantal kleinere bands die niet officieel erkend zijn.

## De huidige Cherokee Nation
De huidige Cherokee Nation kent de laatste tijd een ongekende economische groei, gelijkwaardigheid en welvaart voor zijn burgers, met aanzienlijke belangen in zaken, onroerend goed, landbouw en enkele zeer winstgevende casino's. De Cherokee Nation beheert Cherokee Nation enterprises, een groot bouwbedrijf dat duizenden banen voor Cherokee in het oosten van Oklahoma schept.
De Cherokee Nation heeft klinieken door heel Oklahoma gebouwd, bijgedragen aan sociale projecten, scholen en universiteiten voor haar volk gebouwd, het beoefenen van Gadugi (samenwerken voor de gemeenschap) bevorderd dat zelfredzaamheid bevordert en taalprogramma's voor haar kinderen en jeugd nieuw leven ingeblazen. De natie is zodoende een machtige en positieve economische kracht in het oosten van Oklahoma.
De Cherokee Nation is gastheer van een feestdag die begin september plaatsvindt. Ieder jaar reizen 80.000 tot 90.000 Cherokee naar Tahlequah, Oklahoma voor de festiviteiten. De Cherokee Nation geeft ook de Cherokee Phoenix uit, een krant die sinds 1828 gedrukt wordt, en zowel in het Engels als in het schrift van Sequoyah verschijnt. De Cherokee Nation steunt historische verenigingen die zich bezighouden met de Cherokeecultuur, zoals het Cherokee Heritage Center, een reproductie van een Cherokee dorp dat toegankelijk is voor het publiek.
De Cherokee Nation steunt ook de Sundance en Cherokee Film Festivals in Tahlequah, Oklahoma en Park City, Utah, en verschaft programma's en financiële steun aan inheemse Amerikaanse filmmakers, zodat zij kunnen meedoen in de filmindustrie. Veel inheemse Amerikaanse acteurs zijn lid van de Cherokee Nation.

### Het milieu
De Cherokee Nation is vandaag de dag een belangrijke kracht in de milieubescherming. Sinds 1992 heeft de Cherokee Nation de Inter-tribal Environmental Council (ITEC) geleid. Het ITEC heeft tot doel de gezondheid van de Cherokee, hun natuurlijke bronnen, en hun leefomgeving (waar het lucht, water of aarde betreft) te beschermen. Hiervoor biedt de ITEC technische ondersteuning, training, en milieudiensten op vele gebieden. Op het moment zijn er 29 tribes in Oklahoma, New Mexico, en Texas lid van het ITEC.

### Het toelaten van Cherokee Freedmen tot de stam door het Cherokee Hooggerechtshof
Op 7 maart 2006 kondigde de Cherokee Nation aan de Cherokee Freedmen, afstammelingen van Afrikaanse Amerikanen die in de stam opgenomen waren na de Amerikaanse Burgeroorlog, nu burgers van de Cherokee Nation mochten worden omdat ze door de federale overheid aangemerkt waren als indianen. De Cherokee beschouwden in vroeger tijden het ras van iemand niet als belangrijk wanneer het aankwam op opname in de Cherokeegemeenschap; de Cherokeegemeenschap was eerder een politieke dan een etnische organisatie. De Cherokee Freedmen hebben, door huwelijken met Cherokee, ook voor een groot deel een Cherokee-afkomst.
De Cherokee Freedmen hebben voor een groot deel dezelfde verschrikkingen ondergaan als andere inheemse Amerikaanse groeperingen vanwege hun Cherokeeburgerschap, en werden rond de eeuwwisseling door de federale overheid als indianen beschouwd, wat ertoe leidde dat ze op de Dawes Commission Rolls terechtkwamen als Cherokeeburgers.
Veel traditionele Cherokee hebben grote bezwaren tegen het burgerschap van de Freedmen gemaakt, maar de Cherokee Nation kent echter ook burgerschap toe aan de Lenni-Lenape (Delawares), gebaseerd op eerdere verdragen en overeenkomsten met de Verenigde Staten. Het hooggerechtshof van de Cherokee Nation erkende met deze beslissing de unieke rol die de Freedmen in de geschiedenis van Cherokee gespeeld hebben, en de gezamenlijke geschiedenis die zij met de Cherokee hebben.

### Stamhoofd Joe Byrds Burgeroorlog in de Cherokee Nation
Joe Byrd, in 1995 verkozen tot het belangrijkste stamhoofd van de Cherokee Nation, was bijna verantwoordelijk voor het vernietigen van de huidige Cherokee Nation in verband met problemen rond zijn waarheidslievendheid, die de stam bijna zijn toekomst en soevereiniteit kostte. Zijn regering werd blootgesteld aan vergaande onderzoeken door de Amerikaanse officier van justitie en het Amerikaanse ministerie van binnenlandse zaken, en werd beschuldigd van fraude, illegaal aftappen van telefoonlijnen, postfraude en georganiseerd geweld tegen de Cherokee.
Joe Byrd was van 1995 tot 1999 Stamhoofd van de Cherokee Nation, en werd bij de verkiezingen van 1999 verslagen door stamhoofd Chad "Corntassel" Smith. Tijdens zijn bewind onderging de Cherokee Nation een groot politiek schandaal wegens beschuldigingen van verduistering, misbruik van financiële middelen, en georganiseerd geweld tegen de Cherokee. Joe Byrds illegale veiligheidsdienst was bewapend met geweren en automatische pistolen, en belegde een bewapende belegering van de juridische tak van de Cherokee Nation. Byrds troepen spijkerden de rechtbank van de Cherokee Nation dicht nadat deze had geprobeerd hem te dagvaarden wegens illegaal gebruik van financiële middelen van de Cherokee Nation. Byrd probeerde in 2003 herverkozen te worden, maar werd opnieuw verslagen door Chad Smith.

## Trivia
- Sequoyah (1767-1843) was via zijn moeder deels Cherokee
- Florence Owens Thompson (1903-1983) was Cherokee
- Elvis Presley (1935-1977) had Cherokee-bloed van z'n moeders kant
- Chuck Norris (1940) is deels Cherokee
- Jimi Hendrix (1942-1970) was deels Cherokee en deels Cherokee Freedman
- Rich Hall (1954) heeft Cherokee-bloed  van z'n moeders kant
- Johnny Depp (1963) heeft Cherokee-bloed van z'n moeders kant
- Tori Amos (1963) is deels Cherokee

## Naslagwerken
- Jack Kilpatrick en Anna Kilpatrick, Friends of Thunder: Folktales of the Oklahoma Cherokee; 1995, University of Oklahoma (ISBN 0-806-12722-8)
- John Finger, Cherokee Americans: The Eastern Band of Cherokee in the Twentieth Century; 1993, University of Nebraska (ISBN 0-803-26879-3)